# Football à Paris
 (septembre 2023).
Si vous disposez d'ouvrages ou d'articles de référence ou si vous connaissez des sites web de qualité traitant du thème abordé ici, merci de compléter l'article en donnant les références utiles à sa vérifiabilité et en les liant à la section « Notes et références ».
Le football à Paris a débuté à la fin du XIXe siècle et a été marqué par plusieurs rivalités.
Parmi les premiers clubs français, créés au début des années 1890, nombreux sont ceux basés à Paris : le Club français, fondé par des Français, le Standard AC et The White Rovers, créés par des Britanniques. Ces deux derniers jouent en 1894 la finale du premier championnat de Paris, disputé dès lors chaque année sous l'égide de l'USFSA. Les rivalités se nourrissent de ces compétitions annuelles et se développent rapidement devant le succès populaire rencontré dans la capitale.
Après la Première Guerre mondiale, le football français s'unit et reprend son développement. Paris compte alors plusieurs des principaux clubs français, qui se disputent les honneurs du championnat de Paris et de la nouvelle Coupe de France, dont les six premières éditions sont remportées par des clubs parisiens : le Red Star et l'Olympique de Paris (basés au nord de Paris et qui fusionnent en 1926), le Cercle athlétique de Paris situé à l'est de la capitale, le Club français évoluant dans l'ouest de la ville, et les sections football de trois grands clubs omnisports parisiens, à savoir le CASG, le Stade français et le  Racing Club de France basé à Colombes sous le nom de Racing Club de Paris. En 1932-1933, lors du premier championnat de France de football, quatre clubs parisiens adoptent le statut professionnel nécessaire à leur inscription : le Red Star, le CA Paris, le Racing et le Club français. Ils sont rejoints l'année suivante par l'US Suisse. L'entre-deux-guerres marque pourtant la fin de la prédominance parisienne sur le football national, et la disparition progressive de tous ces clubs, qui connaissent les uns après les autres de graves difficultés financières. Le Racing, le Red Star et le Stade français sont tour à tour les seuls représentants de Paris en première division, sans cependant remporter le moindre titre.  
A la fin des années 1960, le Stade français descend en deuxième division, comme son voisin du Racing l'avait fait quelques années auparavant. Seul subsiste un Red Star moribond dont l'image est associée à la banlieue nord de Paris. La capitale française n'a plus aucun représentant au sein de l'élite, fait rare pour une ville de l'importance de Paris en Europe et dans le monde. En 1969, la Fédération française, inquiète de la fragilité des clubs parisiens, lance un projet de nouveau club baptisé « Paris Football Club ». Ce projet conduit à la fondation du Paris FC mais aussi du Paris Saint-Germain, à la suite d'une fusion-scission avec le Stade Saint-Germain. Le PSG est devenu depuis le milieu des années 1970 le seul club francilien évoluant dans l'élite, à l'exception du Racing CF sous les éphémères appellations Matra Racing et Racing Paris 1 dans les années 1980, reléguant toute rivalité régionale dans les divisions inférieures.
Depuis la fin des années 1990, avec la construction puis l'ouverture du Stade de France, la création d'un 2e grand club sur Paris intra-muros et sa proche banlieue, capable de rivaliser avec le PSG, est un marronnier du football français. En 2015, le Paris FC et le Red Star rejoignent la Ligue 2 avec plus ou moins de réussite, mais laissent augurer de nouvelles rivalités régionales sur Paris et sa région.
En 2025, le Paris FC est promu en Ligue 1 et rejoint le Paris Saint-Germain  46 ans après sa dernière présence au plus haut niveau . Cela faisait 35 ans qu'il n'y avait plus eu de derby parisien dans l'élite.

## Histoire du football à Paris

### Débuts (1890-1920)

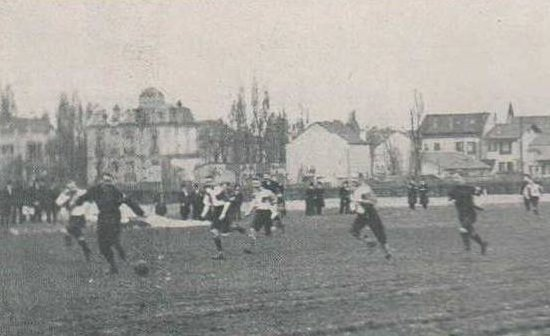
Match de football White Rovers - Allemagne, au bois de Vincennes en 1898

La première édition du Championnat de France de l'USFSA d'avril-mai 1894 ne met que cinq clubs en compétition, dont le Standard Athletic Club, les White Rovers, le Club français, Neuilly et Asnières. La première édition jouée sous forme de championnat à lieu en 1896. Elle compte neuf clubs de Paris et sa banlieue : les White Rovers, le Standard AC, le Club français, Neuilly, Asnières, l'Union sportive suisse de Paris, Paris Star, et l'UA 1er arrondissement et l'United Sports Club.
Meilleure illustration de la multiplication des clubs, trois divisions sont mises en place à Paris dès 1897. Cette même année, le Paris Star initie l'organisation d'une coupe nationale réservée aux clubs n'alignant pas plus de trois joueurs étrangers, la Coupe Manier. Une Coupe Dewar, ouverte à tous sans restriction, est immédiatement créée en réaction.[réf. nécessaire]

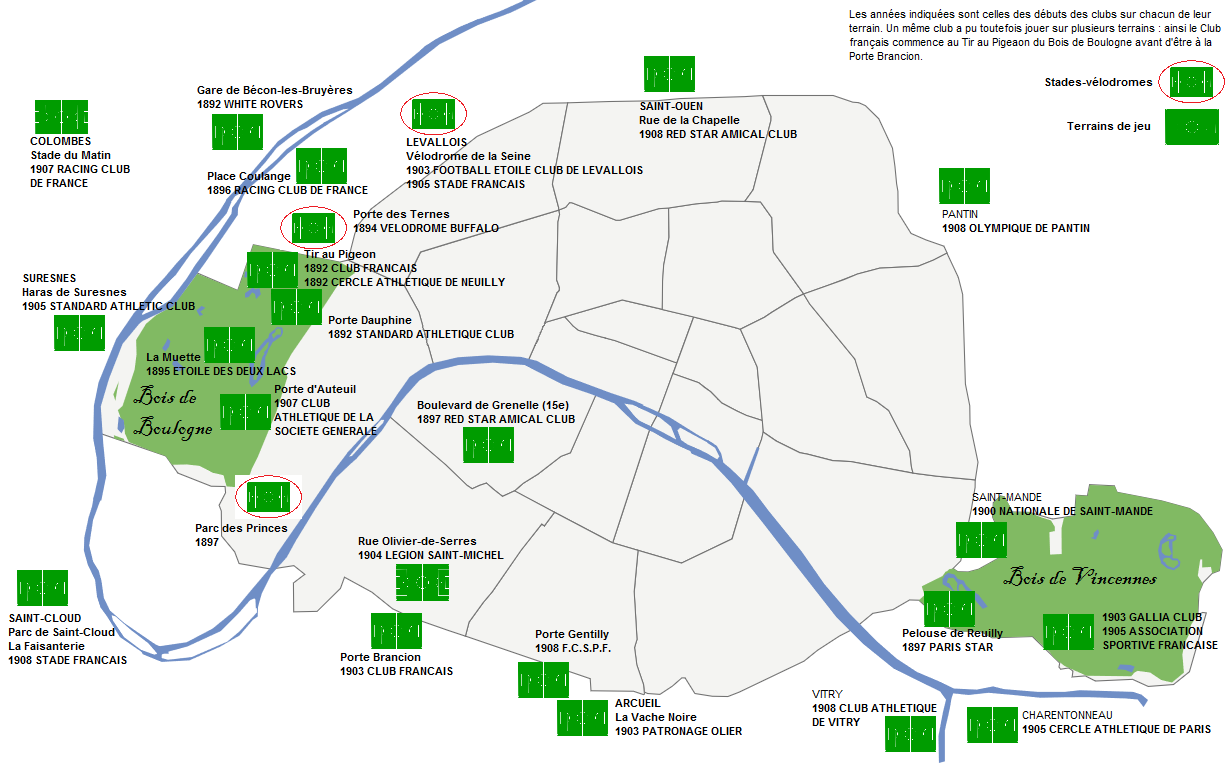
Les premiers clubs de football à Paris et leurs terrains

Le 27 août 1910, quatre clubs dissidents de l'USFSA, à savoir le Cercle athlétique de Paris, le Red Star Amical Club, l'Union sportive suisse de Paris et Paris Star fondent la Ligue de Football Association. Ces clubs quittent l'USFSA car elle leur interdit de participer au Trophée de France. Jules Rimet quitte son poste de président du Red Star pour prendre la présidence de la LFA nouvellement créée.

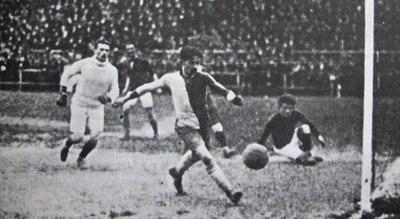
Finale de 1920 opposant le RC Paris au Havre AC au stade Bergeyre.

La première Coupe de France a vu 9 clubs franciliens passer le cap des seizièmes de finale. Elle a été remportée par l'Olympique sur le score de trois buts à zéro face au FC Lyon, notamment grâce à un doublé du parisien Émile Fiévet, qui devient le premier buteur en finale de Coupe de France. L'édition suivante voit un succès équivalent de la part des clubs parisiens et voit l'organisation d'une finale 100 % parisienne entre le CA Sports généraux, club fondé en 1903, et l'Olympique. Devant près de 10 000 spectateurs, le CASG s'impose par trois buts à deux après prolongation.
La Ligue parisienne de football association est fondée en 1919. Lors de la première édition, en 1920, le Red Star sort champion.

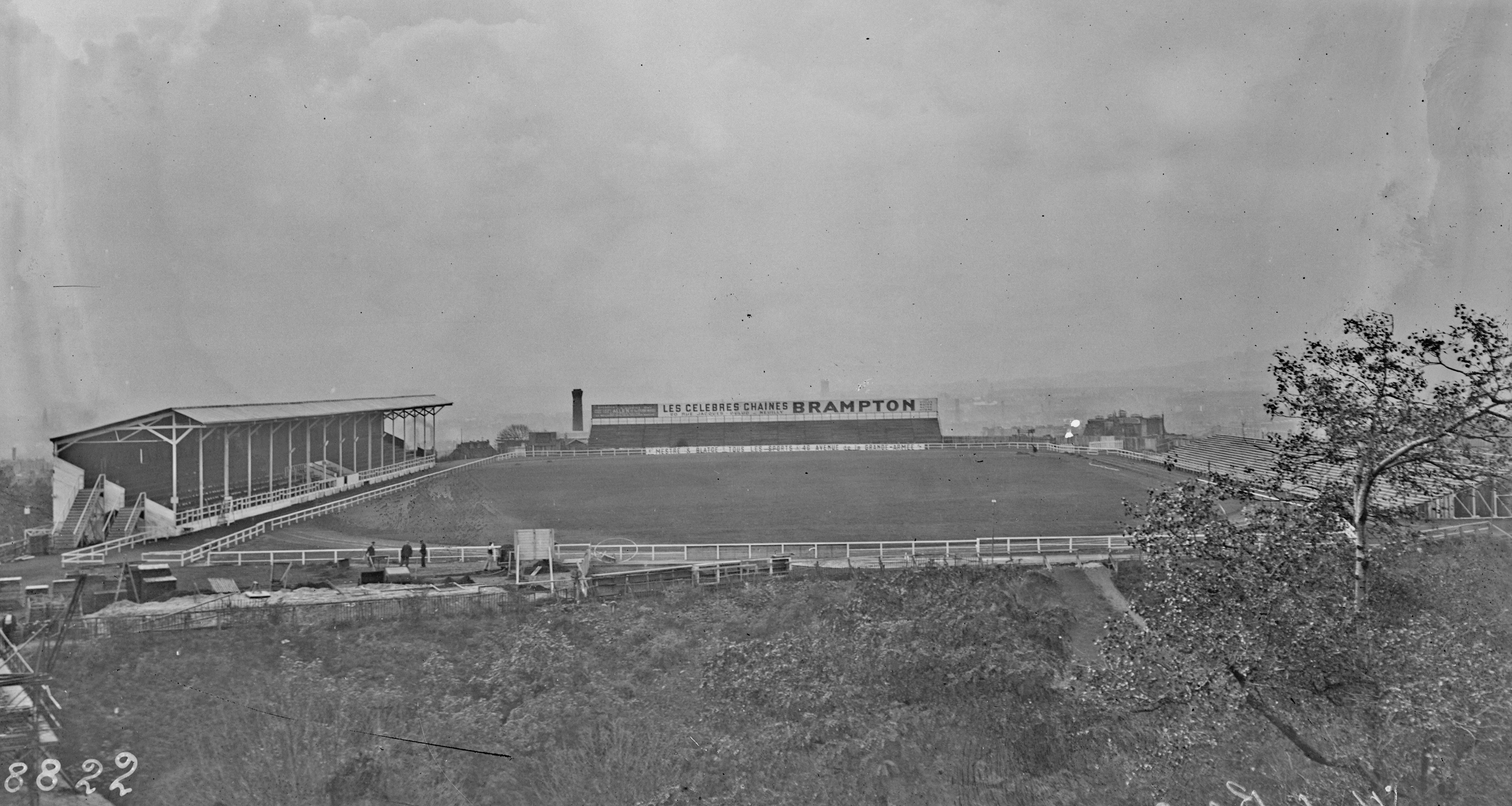
L'ancien stade Bergeyre situé sur l'actuelle butte Bergeyre à Paris en 1922.

Durant cette période et cela après l'ouverture du Parc des Princes le 18 juillet 1897, la plupart des stades parisiens sont construits. Dès 1900, le stade de la Porte-Dorée est utilisé par la Nationale de Saint-Mandé, tout juste créée.  Le stade de Charentonneau est construit pour le CA Paris et est conçus spécialement pour le football dès 1905. Le futur stade olympique de Colombes est ouvert pour sa part en 1907 et devient l'antre du Racing Club de Paris. Le stade de Paris, à Saint-Ouen utilisé par le Red Star, ouvre en 1909. Leur taille est conséquente : dès 1918, le stade Bergeyre, par exemple, peut accueillir 15 000 personnes.[réf. nécessaire]

### La Ligue parisienne (1920-1932)
.

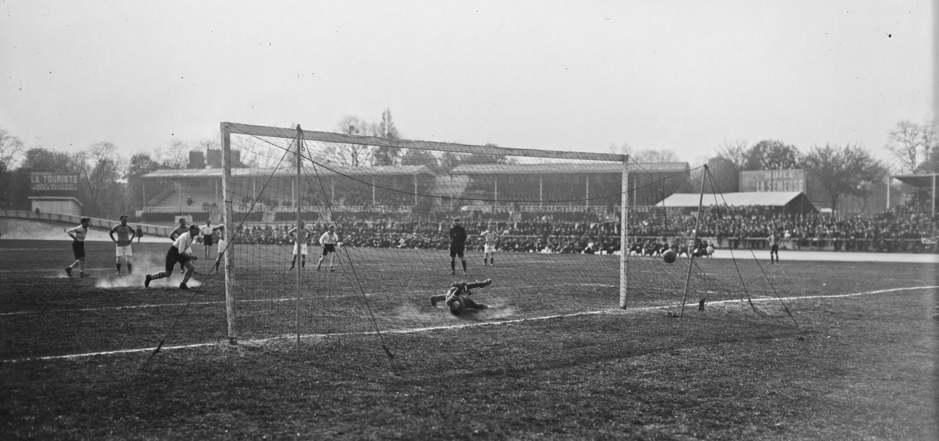
Demi-finale de Coupe de France de football opposant le Red Star et le Racing CF, au Parc des Princes en 1921

À l'époque de la Ligue parisienne, le Red Star remporte trois titres, en 1920, 1922 et 1924. Le Stade français réalise la même performance grâce à des victoires en 1925, 1926 et 1928. Le Club français remporte les deux titres de 1929 et 1930 et est égalé par le Racing Club de Paris qui remporte ceux de 1931 et 1932. L'Olympique et le CA Paris remportent tous deux un seul titre, à savoir celui de 1921 pour l'Olympique, et celui de 1927 pour les Capistes. Le championnat de 1923 n'est pas disputé.
En Coupe de France, sur les 11 titres mis en jeux, 6 sont remportés par des clubs parisiens, dont quatre par le Red Star, en 1921, 1922, 1923 et 1928.

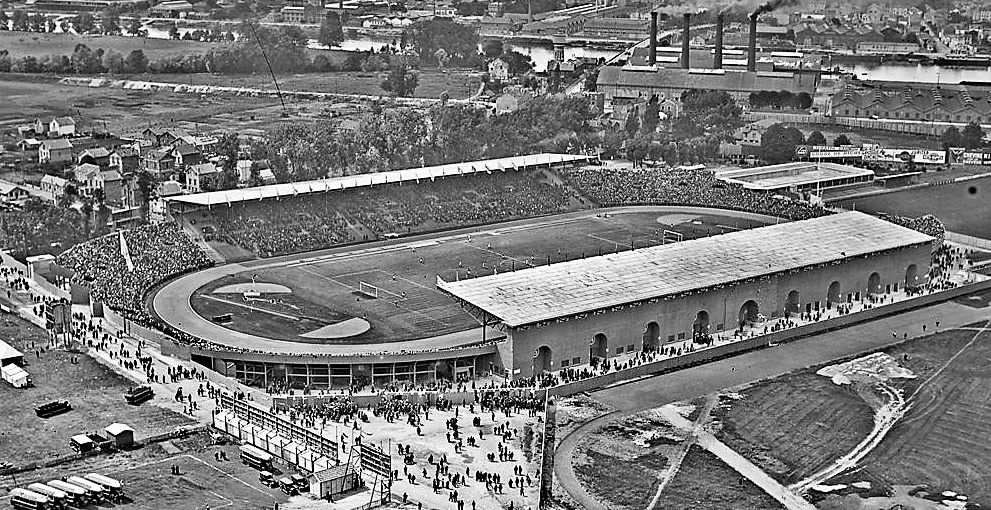
Le stade olympique de Colombes et maison du Racing, en 1924.

L'année 1924 voit l'organisation des Jeux olympiques d'été à Paris. En football, l'équipe d'Uruguay gagne le tournoi olympique. Son milieu de terrain, José Andrade, éblouit les spectateurs parisiens par ses dribbles, ses changements de rythme et son élégance. Il est élu meilleur joueur du tournoi. Ces jeux offrent à Paris le Stade olympique de Colombes, ex-stade du Matin (1907), qui est doté de 45 000 places dont 20 000 assises grâce au financement du Racing Club de France qui obtient 50 % des recettes des Jeux.

### Débuts en championnat professionnel (1932-1939)

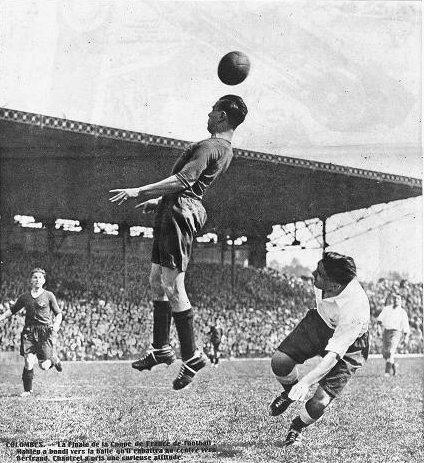
Le CA Paris en finale de la Coupe de France 1928 au stade olympique de Colombes : Mahieu remise vers Bertrand devant le défenseur du Red Star, Chantrel.

En 1932, quatre clubs parisiens participent au premier championnat de France professionnel : le CA Paris, le Red Star, le Club français et le Racing Club de Paris. Le CA Paris gagne son premier match contre le FC Sochaux, mais malgré ces premiers succès, réalise une saison moyenne et finit cinquième sur dix clubs engagés. Le Red Star et le Club français sont eux relégués en Division 2. Seul le Racing réalise une bonne saison, en finissant troisième du groupe A.
L'année suivante, l'US suisse obtient le statut professionnel et participe à la première édition du Championnat D2. Le Red Star finit champion de D2, l'US Suisse déclare forfait général au bout de 19 rencontres, le RC Paris finit onzième sur quatorze clubs de D1, le CA Paris termine dernier de D1 et est relégué en D2, et le Club français termine douzième sur quatorze clubs de D2.
Le football parisien se relève néanmoins à travers la figure du RC Paris qui réalise de bonnes saisons, finissant troisième en 1934-1935, champion en 1935-1936, et à nouveau troisième en 1936-1937. Son rival en première division est alors le Red Star, qui réalise de moins belles performances en D1. Le CA Paris, quant à lui, réussit à se stabiliser en D2. En Coupe de France, les débuts sont durs également, par exemple, en 1932, le CA Paris est éliminé en trente-deuxième de finale face aux amateurs de l'US Boulogne. En 1933-1934, aucun club ne passe le cap des huitièmes de finale.
Le RC Paris remporte cependant la finale de l'édition 1935-1936, qui a lieu dans son stade olympique Yves-du-Manoir à Colombes, le 3 mai 1936 devant 39 275 spectateurs. Cette performance est réalisée grâce à un unique but, marqué à la 67e minute par Roger Couard.
En 1938-1939, le RC Paris remporte une deuxième finale de coupe de France. Cette dernière est jouée le 14 mai 1939 à nouveau au Stade olympique Yves-du-Manoir de Colombes, face à l'Olympique lillois. Le RCP gagne par trois buts à un.
À la déclaration de guerre, les trois clubs professionnels parisiens évoluent ensemble en D1. Le Club français disparait en 1940.

### Du sommet de la D1 à la chute du football parisien (1945-1970)

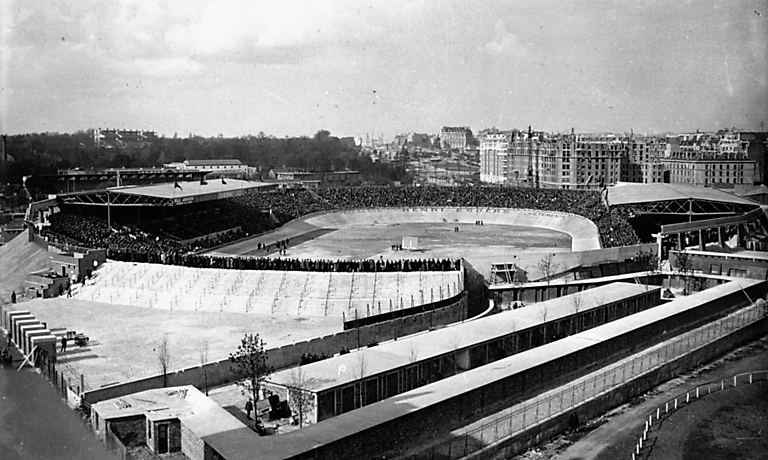
Le mythique Parc des Princes en 1932 avec ses 45000 places avant sa reconstruction entre 1969 et 1972

Le 26 mai 1946, le Red Star Olympique dispute une nouvelle finale de Coupe de France, perdue 4-2 contre Lille OSC (4-2) à Colombes devant 59 692 spectateurs.
En 1948, le Red Star fusionne avec le Stade français et devient le Stade français - Red Star, fusion qui s'avère malheureuse. Au bout de deux saisons médiocres, le Red Star abandonne le football professionnel. En 1952, le club réintègre le championnat de France de division 2 et retrouve son voisin d'Auteuil, le Stade Français football devenu Stade Français FC.
Entre 1950 et 1953, le RC Paris frôle plusieurs fois la relégation et est finalement intégré au championnat D2 à l'issue de la saison 1952-1953.
Dans les années 1950-1960, le style offensif du Racing séduit les spectateurs du Parc des Princes qui, avec 20 000 personnes de moyenne à chaque match, est de loin le stade le plus fréquenté du pays. Le club ciel et blanc préférant évoluer au stade de la Porte de Saint-Cloud à Auteuil, plus proche de la capitale, plutôt qu'au stade Olympique Yves-du-Manoir de Colombes, un peu plus grand à l'époque, mais mal desservi par les transports en commun.
Le Stade français, qui a obtenu le statut pro en 1942, le perd en 1968. Le Red Star perd son statut pro en 1960, le récupère en 1961, puis, parvenant à se sauver grâce à une fusion incongrue avec le Toulouse Football Club, le perd à nouveau en 1978. Le RC Paris, pour sa part, perd son statut pro en 1967, après avoir néanmoins réalisé de belles performances entre 1958 et 1962, finissant deux fois deuxième et deux fois troisième.

### Échec du Paris FC et émergence du Paris Saint-Germain (1970-1990)
Au début des 1970, la capitale ne dispose d'aucun club en première division et lors de la saison 1970-1971, le Red Star, basé à Saint-Ouen depuis des années, représente la banlieue et plus exactement le département de la Seine-Saint-Denis. Le Paris FC, créé en 1969, essaye de devenir le nouveau grand club de Paris intra-muros, mais cela échoue. Cependant, un nouveau club parisien arrive en D2, accompagné de deux autres: le Paris Saint-Germain issu de la fusion en 1970 du Stade Saint-Germain et du Paris FC, le Paris-Joinville ainsi que l’Entente Bagneaux-Nemours-Fontainebleau. Sportivement, la première saison du club en D2 se termine par un titre de champion de France et une promotion en D1. À la suite de pressions de la mairie de Paris qui refuse de subventionner un « club banlieusard », le club est scindé en deux en mai 1972 : la section professionnelle passe sous les couleurs du Paris FC et reste en D1, tandis que les amateurs du Paris-Saint-Germain Football Club sont relégués en Division 3, là où évoluait l'équipe réserve. Le mariage avec le PFC aura tenu moins de deux ans.

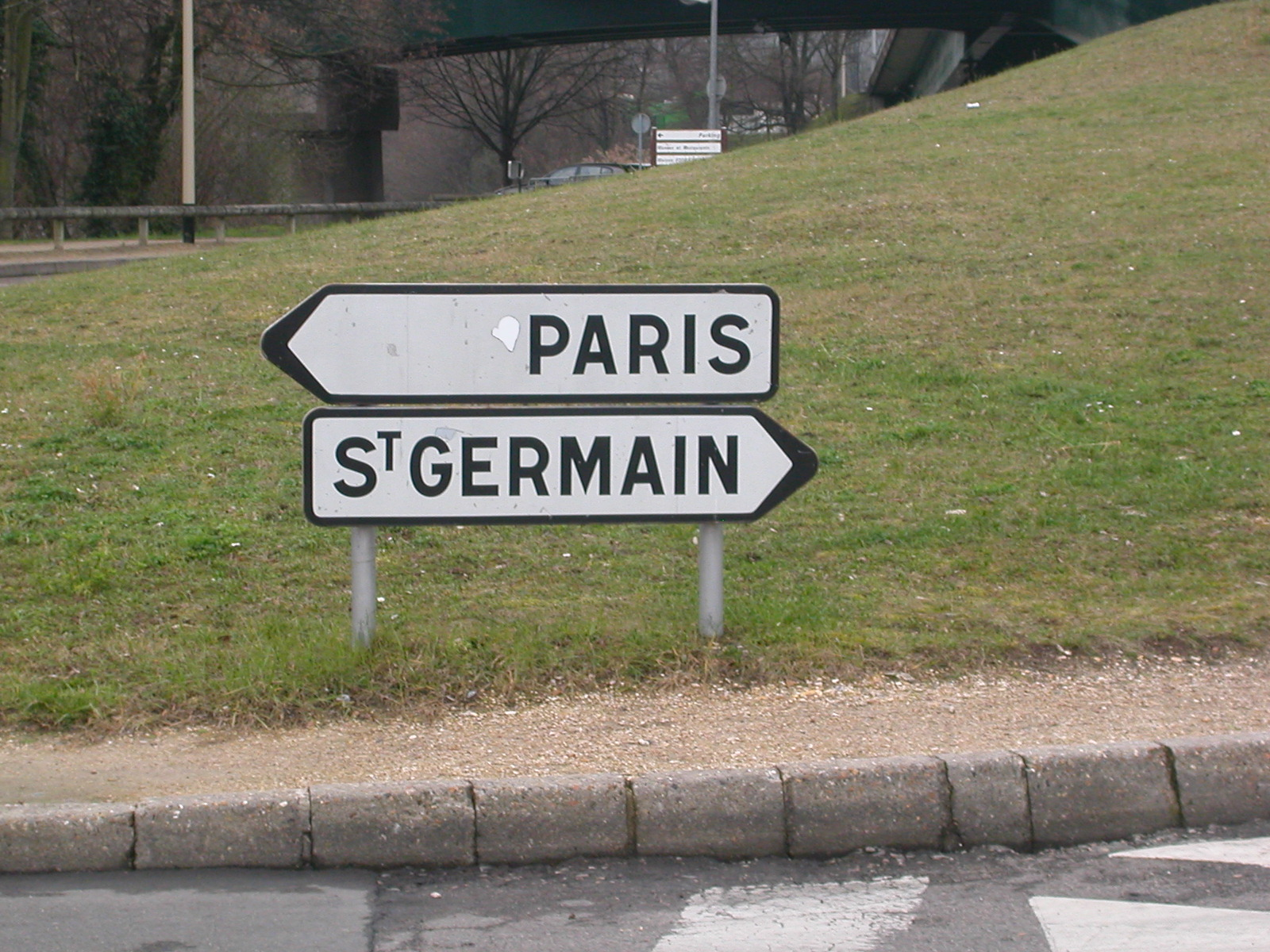
Echec de la fusion entre le Paris FC et Stade Saint-Germain en 1972.

Cependant, le club amateur réalise deux montées consécutives et revient en D1 en 1974. Depuis, le parcours du club n'est entaché par aucune relégation: un record inégalé à ce jour, le Paris-Saint-Germain étant le club le plus ancien de D1.
En parallèle, Paris-Joinville participe à la D2 de 1967 à 1969 puis de 1970 à 1972, et finit à la septième place de l'édition 1967-1968. Ce club atteint également les huitièmes de finale de la Coupe de France en 1967-1968. Enfin de 1970 à 1978 puis de 1981 à 1983, le Racing club de Fontainebleau, alors connu sous le nom d'Entente Bagneaux Fontainebleau Nemours, évolue en Division 2, et réalise notamment un très bon parcours en 1970-1971 où le club finit cinquième. 
Au début des années 1980, l'industriel Jean-Luc Lagardère et le groupe Matra reprennent la section football du  Racing Club de France qui fusionne avec le Paris FC, tout juste redescendu en Division 2, dans le but de redorer le blason ciel et blanc et de devenir le second grand club de football de la capitale avec le jeune Paris Saint-Germain, fondé en 1970. 
L'équipe professionnelle devient le Matra Racing puis le Racing Paris 1 et les amateurs repartent en Division 4 sous le nom de Paris Football Club 83. Malgré les sommes investies, le club ne rencontre de succès ni sportif ni populaire auquel se rajoute de nombreux déboires financiers. Le dernier derby parisien en Division 1 s'est d'ailleurs joué entre le Paris SG et le Racing CF de l'ère Matra, à l'avantage du PSG. En 1990, le Racing reprend le nom de Racing Club de France Football. Le club abandonne le professionnalisme et se retrouve en Division 3 avec le Paris FC.

### Monopole du PSG sur le football parisien (1990-2015)
Dans les années 1990, la chaine de télévision Canal+ investit dans le Paris Saint-Germain et Michel Denisot devient vice-président. Durant l'« ère Canal+ », le Paris Saint-Germain remporte un championnat de France (1994), cinq coupes de France (1993, 1995, 1998, 2004 et 2006), deux coupes de la Ligue (1995 et 1998), une coupe d'Europe des vainqueurs de coupes (1996) et une coupe Intertoto (2001). Pendant ce temps, le Red Star, seul club encore professionnel de la région parisienne avec le PSG, enchaîne mauvaise saison sur mauvaise saison en D2 et est relégué en National en 1999.

Au début des années 2010, il n'y a à Paris qu'un seul club professionnel, c'est le Paris Saint-Germain. Ensuite vient en National, le Paris FC, qui y végète à nouveau depuis 2006, après avoir fréquenté la troisième division pendant dix ans, de 1989-1990 à 1999-2000, et le Red Star, basé à Saint-Ouen depuis de longues années. Le Racing Club de France Football redevenu un temps RC Paris puis Racing Club de France Football-Levallois 92 et aujourd'hui Racing Club de France football Colombes 92, évolue quant à lui en Division d'Honneur au sein de la Ligue Paris Ile-de-France. Par ailleurs, on notera une performance exceptionnelle du Red-Star en Coupe de la Ligue de football, en 1999-2000. Ce dernier atteint les demi-finales, perdues, contre le FC Gueugnon, futur vainqueur de la compétition.

### Retour du professionnalisme multiple (depuis 2015)

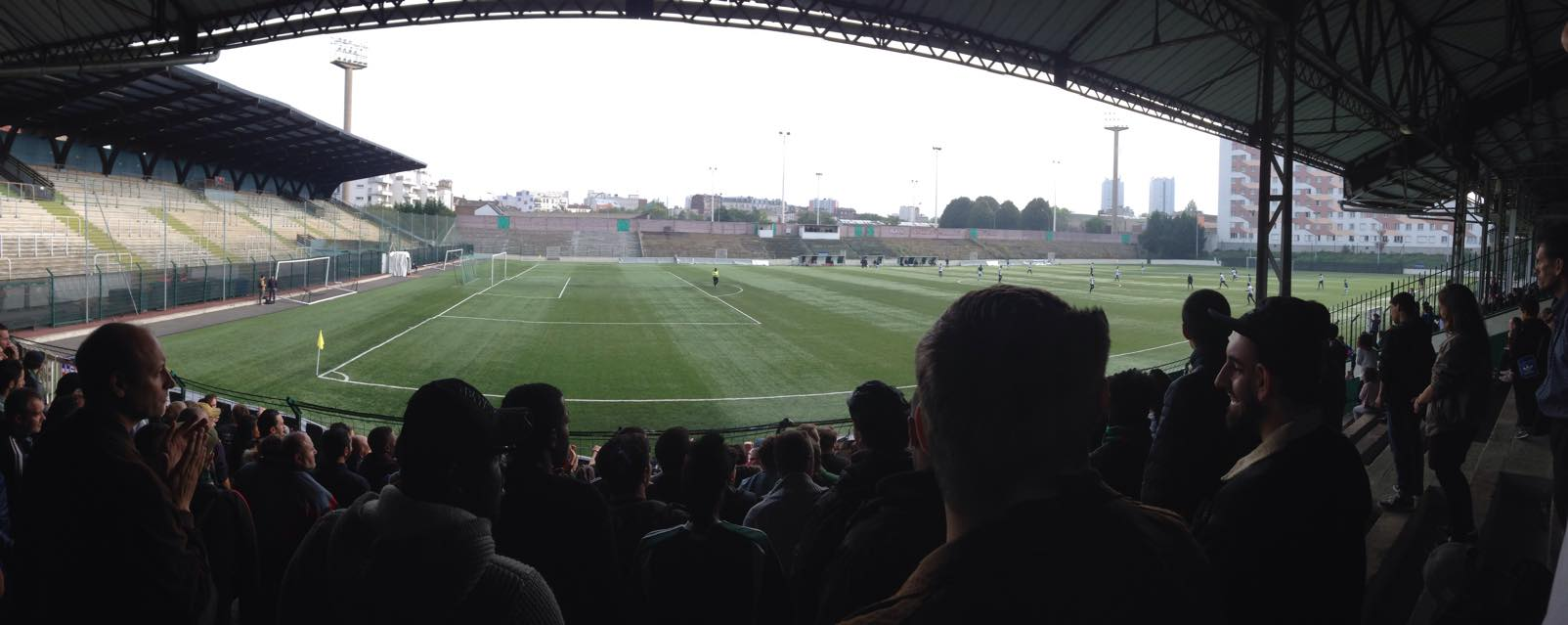
Le stade Bauer, antre du Red Star depuis 1909

En 2011, le Red Star est promu en National en tant que troisième meilleur deuxième de CFA 2010-2011 et rejoint le Paris FC présent dans le championnat depuis 2006. L'US Créteil-Lusitanos, club de la banlieue sud-est, qui avait passé quelques années en seconde division dans les années 2000, évolue aujourd'hui, en National 2. 
Lors de la saison 2014-2015 de National, le Red Star et le Paris FC terminent respectivement premiers et deuxièmes du classement, et montent en Ligue 2.
Grâce à ces accessions, la capitale française renoue avec le professionnalisme multiple, qui avait disparu en 1992, avec l'abandon du RC Paris.
Depuis 2015, le Paris FC et le Red Star effectuent l'ascenseur entre le National et la Ligue 2. Cependant ces deux clubs sont aujourd'hui les seuls à pouvoir représenter le football de haut niveau en région parisienne avec le Paris Saint-Germain, actuellement en situation de monopole.
Lors de la saison 2024-2025, cinq clubs parisiens évoluent au haut niveau sportifs national. Trois de ces cinq clubs sont professionnels : le Paris SG qui évolue en Ligue 1 ainsi que le Paris FC et le Red Star qui évoluent en Ligue 2. Le FC Versailles et le Paris 13 Atletico ne possèdent pas le statut professionnel et évoluent en National.
Le 25 janvier 2025, en Ligue 2, le Paris FC y reçoit son voisin du Red Star, remonté à ce niveau. Dans ce derby parisien, le Paris FC remporte la rencontre sur le score de (4-1) devant 17 748 spectateurs et établit un nouveau record d'affluence à Charléty.

## Clubs parisiens professionnels dans l'histoire
| Club                              | Fondation | Période                                                                       | Commentaire |
| --------------------------------- | --------- | ----------------------------------------------------------------------------- | --- |
| Club français                     | 1892      | 1932-1934                                                                     | Premier club parisien fondé par des Français. Un des quatre premiers club parisien à passer professionnel en 1932. Seulement 10 victoires en 42 matchs professionnels. Club disparu en 1935. |
| Racing Club de Paris              | 1896      | 1932-1967, 1983-1990                                                          | Un des quatre premiers club parisien à passer professionnel en 1932. Le Racing Club de France créé une structure professionnelle sous le nom de Racing Club de Paris de 1932 à 1967. Redevenu amateur, le club récupère en 1983 la structure professionnelle du Paris FC et retrouve le nom RC Paris de 1983 à 1987. Le club adopte ensuite les noms de Matra Racing de 1987 à 1989 puis de Racing Paris 1 de 1989 à 1990. |
| Red Star Football Club            | 1897      | 1932-1948, 1952-1960, 1961-1978, 1992-2001, 2015-2017, 2018-2019, depuis 2024 | Club fondé à Paris et situé depuis 1909 au stade Bauer à Saint-Ouen-sur-Seine en banlieue nord. Un des quatre premiers club parisien à passer professionnel en 1932. |
| Cercle athlétique de Paris        | 1906      | 1932-1963                                                                     | Un des quatre premiers club parisien à passer professionnel en 1932. Évolue au stade de Charentonneau à Maisons-Alfort au sud du bois de Vincennes. Seulement deux saisons en Division 1. Fusionne en 1964 avec le SO Charenton, situé au sud-est de Paris et prend le nom de CAP-Charenton. Joue aujourd'hui au stade Henri Guérin de Charenton.                                                                          |
| Union sportive suisse             | 1910      | 1934-1935                                                                     | Une seule saison en Division 2, déclare forfait à 5 matchs de la fin du championnat. |
| Stade français                    | 1900      | 1942-1968, 1981-1985                                                          | Passe professionnel entre 1942 et 1968. Joue ses matchs à domicile au Parc des Princes tout comme le Racing Club de Paris. |
| Paris Saint-Germain Football Club | 1970      | 1971-1972, depuis 1974                                                        | Transfère en 1972 sa structure professionnelle au Paris FC. Évolue au Parc des Princes depuis 1974. |
| Paris Football Club               | 1972      | 1972-1974, 1976-1983, depuis 2015                                             | Récupère en 1972 la structure professionnelle du Paris Saint-Germain FC et absorbe le CA Montreuil situé en banlieue est. Transfère en 1983 sa structure professionnelle au Racing Club de France football. Évolue au stade Déjerine à la Porte de Montreuil à l'est de Paris puis depuis 2007 au stade Charléty. |

## Rivalités à Parisintra-muros
De nos jours, seul le Paris SG évolue en Ligue 1, et est suivi depuis 2015 par le Paris FC et le Red Star FC en Ligue 2. Autrefois, notamment des années 1930 aux années 1960, plusieurs clubs parisiens évoluaient ensemble en D1 ou D2 (Racing CF Paris à Colombes, Red Star à Saint-Ouen, Stade Français à Auteuil).

### Rivalité entre le Red Star FC et le RC Paris
Encore récemment, les deux clubs évoluaient ensemble en CFA de 2007 à 2009. De 1999 à 2001, les deux clubs se sont également croisés en National (Troisième niveau footballistique français).
En des temps plus reculés, on notera quatorze saisons communes en D1 entre 1932 et 1949 dont quatre saisons de championnat de guerre. On remarquera d'autre part les saisons 1953-1954 et 1964-1965, où les deux clubs évoluent ensemble en D2.
| Saison    | Championnat     | Rencontre          | Rés. | Date              | Buteur(s) pour le Red Star                   | Buteur(s) pour le RC Paris                 | Spectateurs |
| --------- | --------------- | ------------------ | ---- | ----------------- | -------------------------------------------- | ------------------------------------------ | ----------- |
| 1934-1935 | Division 1      | Red Star-RC Paris  | 1-2  | nc                | nc                                           | nc                                         | nc          |
| 1934-1935 | Division 1      | RC Paris-Red Star  | 2-2  | nc                | nc                                           | nc                                         | nc          |
| 1935-1936 | Division 1      | Red Star-RC Paris  | 1-4  | nc                | nc                                           | nc                                         | nc          |
| 1935-1936 | Division 1      | RC Paris-Red Star  | 4-1  | nc                | nc                                           | nc                                         | nc          |
| 1936-1937 | Division 1      | Red Star-RC Paris  | 2-0  | nc                | nc                                           | nc                                         | nc          |
| 1936-1937 | Division 1      | RC Paris-Red Star  | 2-4  | nc                | nc                                           | nc                                         | nc          |
| 1937-1938 | Division 1      | Red Star-RC Paris  | 2-2  | nc                | nc                                           | nc                                         | nc          |
| 1937-1938 | Division 1      | RC Paris-Red Star  | 2-1  | nc                | nc                                           | nc                                         | nc          |
| 1940-1941 | D1 Zone occupée | Red Star-RC Paris  | 3-0  | nc                | nc                                           | nc                                         | nc          |
| 1940-1941 | D1 Zone occupée | RC Paris-Red Star  | 0-2  | nc                | nc                                           | nc                                         | nc          |
| 1941-1942 | D1 Zone occupée | Red Star-RC Paris  | 1-1  | nc                | nc                                           | nc                                         | nc          |
| 1941-1942 | D1 Zone occupée | RC Paris-Red Star  | 3-2  | nc                | nc                                           | nc                                         | nc          |
| 1945-1946 | Division 1      | Red Star-RC Paris  | 0-1  | nc                | nc                                           | nc                                         | nc          |
| 1945-1946 | Division 1      | RC Paris-Red Star  | 1-0  | nc                | nc                                           | nc                                         | nc          |
| 1946-1947 | Division 1      | Red Star-RC Paris  | 1-3  | nc                | nc                                           | nc                                         | nc          |
| 1946-1947 | Division 1      | RC Paris-Red Star  | 1-2  | nc                | nc                                           | nc                                         | nc          |
| 1947-1948 | Division 1      | Red Star-RC Paris  | 1-3  | nc                | nc                                           | nc                                         | nc          |
| 1947-1948 | Division 1      | RC Paris-Red Star  | 1-2  | nc                | nc                                           | nc                                         | nc          |
| 1948-1949 | Division 1      | Red Star-RC Paris  | 1-0  | nc                | nc                                           | nc                                         | nc          |
| 1948-1949 | Division 1      | RC Paris-Red Star  | 0-4  | nc                | nc                                           | nc                                         | nc          |
| 1953-1954 | Division 2      | Red Star-RC Paris  | 3-6  | nc                | nc                                           | nc                                         | nc          |
| 1964-1965 | Division 2      | Red Star-RC Paris  | 2-1  | 10 octobre 1964   | nc                                           | nc                                         | nc          |
| 1964-1965 | Division 2      | RC Paris-Red Star  | 1-2  | 14 mars 1965      | nc                                           | nc                                         | nc          |
| 1981-1982 | Division 2      | Red Star-RC Paris  | 4-1  | nc                | nc                                           | nc                                         | nc          |
| 1983-1984 | Division 2      | RC Paris-Red Star  | 1-2  | 10 août 1983      | Bridier (26e), Aniol (77e)                   | Madjer (70e)                               | 3200        |
| 1983-1984 | Division 2      | Red Star-RC Paris  | 1-4  | 10 décembre 1983  | Kutermak (50e)                               | Ekéké (19e), Madjer (44e), Tihy (65e, 86e) | 4000        |
| 1999-2000 | nc              | Red Star-RC France | 2-1  | 28 mars 2000      | Akiana                                       | nc                                         | nc          |
| 2008-2009 | CFA D           | Red Star-RC France | 3-1  | 13 septembre 2008 | Diagouraga (6e), Ongmakon (27e), Yosri (86e) | nc                                         | 850         |
| 2008-2009 | CFA D           | RC France-Red Star | 2-0  | 7 mars 2009       | -                                            | Daboussi (39e), Malcuit (68e)              | 700         |

### Rivalité entre le RC Paris et le Stade français
| Saison    | Championnat | Rencontre               | Rés. | Date |
| --------- | ----------- | ----------------------- | ---- | ---- |
| 1946-1947 | Division 1  | RC Paris-Stade Français | 4-2  | nc   |
| 1946-1947 | Division 1  | Stade Français-RC Paris | 2-2  | nc   |
| 1947-1948 | Division 1  | RC Paris-Stade Français | 0-1  | nc   |
| 1947-1948 | Division 1  | Stade Français-RC Paris | 1-5  | nc   |
| 1952-1953 | Division 1  | RC Paris-Stade Français | 2-2  | nc   |
| 1952-1953 | Division 1  | Stade Français-RC Paris | 5-0  | nc   |
| 1959-1960 | Division 1  | RC Paris-Stade Français | 1-1  | nc   |
| 1959-1960 | Division 1  | Stade Français-RC Paris | 3-3  | nc   |
| 1960-1961 | Division 1  | RC Paris-Stade Français | 3-1  | nc   |
| 1960-1961 | Division 1  | Stade Français-RC Paris | 3-3  | nc   |
| 1961-1962 | Division 1  | RC Paris-Stade Français | 3-1  | nc   |
| 1961-1962 | Division 1  | Stade Français-RC Paris | 2-0  | nc   |
| 1962-1963 | Division 1  | RC Paris-Stade Français | 0-2  | nc   |
| 1962-1963 | Division 1  | Stade Français-RC Paris | 1-2  | nc   |
| 1963-1964 | Division 1  | RC Paris-Stade Français | 3-2  | nc   |
| 1963-1964 | Division 1  | Stade Français-RC Paris | 2-3  | nc   |
| 1983-1984 | Division 2  | RC Paris-Stade Français | 1-1  | nc   |
| 1983-1984 | Division 2  | Stade Français-RC Paris | 0-4  | nc   |

### Rivalité entre le Red Star FC et le Paris FC
Les deux clubs ont évolué ensemble en D1 en 1972-1973, en D2 entre 1976 et 1978, et en 1982-1983, et dans les divisions amateures en D3 en 1999-2000 Depuis 2011, les deux clubs se croisent à nouveau en Championnat de France de football National.
En Division 2 1975-1976, le Red Star est affecté au groupe B, alors que le Paris FC est affecté au groupe A. En 2001-2002, alors que les deux clubs évoluent en D4, ils sont également affectés à des groupes différents.
Depuis le championnat de France de football National 2011-2012, les deux clubs s'affrontent régulièrement. En 2013, les deux clubs se rencontrent en Coupe de France.
Actuellement, il s'agit de la rivalité sportive la plus médiatiquement valorisée, compte tenu des résultats récents des deux équipes qui ont terminé première et deuxième du championnat de France de football National 2014-2015 et continuent encore de s'affronter en Ligue 2 en 2025.
| Saison    | Championnat     | Rencontre         | Rés. | Date              | Buteur(s) pour le Paris FC         | Buteur(s) pour le Red Star                         | Spectateurs |
| --------- | --------------- | ----------------- | ---- | ----------------- | ---------------------------------- | -------------------------------------------------- | ----------- |
| 1972-1973 | Division 1      | Paris FC-Red Star | 3-0  | nc                | nc                                 | nc                                                 | nc          |
| 1972-1973 | Division 1      | Red Star-Paris FC | 2-3  | nc                | nc                                 | nc                                                 | nc          |
| 1976-1977 | Division 2      | Paris FC-Red Star | 1-0  | nc                | nc                                 | nc                                                 | nc          |
| 1976-1977 | Division 2      | Red Star-Paris FC | 2-2  | nc                | nc                                 | nc                                                 | nc          |
| 1977-1978 | Division 2      | Paris FC-Red Star | 0-0  | nc                | nc                                 | nc                                                 | nc          |
| 1977-1978 | Division 2      | Red Star-Paris FC | 0-1  | nc                | nc                                 | nc                                                 | nc          |
| 1987-1988 | Coupe de France | Paris FC-Red Star | 2-1  | nc                | Djaadaoui (2 fois)                 | Clément                                            | nc          |
| 1999-2000 | National        | Paris FC-Red Star | 0-1  | nc                | nc                                 | nc                                                 | nc          |
| 1999-2000 | National        | Red Star-Paris FC | 1-0  | nc                | nc                                 | nc                                                 | nc          |
| 2002-2003 | Coupe de France | Red Star-Paris FC | 1-0  | nc                | Lakrout                            | nc                                                 | nc          |
| 2011-2012 | National        | Paris FC-Red Star | 0-4  | 15 septembre 2011 | -                                  | Touati (16e), Malfleury (58e, 69e), Beziouen (74e) | 1238        |
| 2011-2012 | National        | Red Star-Paris FC | 0-0  | 24 février 2012   | -                                  | -                                                  | 1864        |
| 2012-2013 | National        | Paris FC-Red Star | 0-0  | 18 septembre 2012 | -                                  | -                                                  | 504         |
| 2012-2013 | National        | Red Star-Paris FC | 2-0  | 1er mars 2013     | -                                  | Lafon (15e), Oudrhiri (90e)                        | 1329        |
| 2013-2014 | National        | Red Star-Paris FC | 0-0  | 23 août 2013      | -                                  | -                                                  | 1951        |
| 2013-2014 | Coupe de France | Paris FC-Red Star | 2-1  | 25 octobre 2013   | Lamamy (12e), Traoré (27e)         | Lefaix (47e)                                       | nc          |
| 2013-2014 | National        | Paris FC-Red Star | 2-3  | 31 janvier 2014   | Toko Ekambi (31e), Traoré (74e)    | Allegro (50e), Lee (68e), Laborde (76e)            | 1000        |
| 2014-2015 | National        | Paris FC-Red Star | 1-0  | 5 septembre 2014  | Kinkela (72e)                      | -                                                  | 2500        |
| 2014-2015 | National        | Red Star-Paris FC | 1-2  | 14 février 2015   | Chevalier (59e)                    | Makhedjouf (68e), Kante (77e)                      | 2977        |
| 2015-2016 | Ligue 2         | Paris FC-Red Star | 0-1  | 6 novembre 2015   | -                                  | Ngamukol (86e)                                     | 7004        |
| 2015-2016 | Ligue 2         | Red Star-Paris FC | 2-4  | 1er avril 2016    | Ngamukol 20e , Bouazza 63e         | 5e Camara · 37e (pen.) 76e Bahamboula · 68e Grange | 3012        |
| 2018-2019 | Ligue 2         | Paris FC-Red Star | 1-1  | 21 décembre 2018  | Perraud 21e                        | 90+5e Fontaine                                     | 8002        |
| 2018-2019 | Ligue 2         | Red Star-Paris FC | 0-1  | 10 mai 2019       | Wamangituka 11e                    | -                                                  | 2540        |
| 2024-2025 | Ligue 2         | Red Star-Paris FC | 1-3  | 28 septembre 2024 | Camara 20e Krasso 45+1e (pen.) 57e | Doucoure 32e                                       | 4560        |
| 2024-2025 | Ligue 2         | Paris FC-Red Star | 4-1  | 25 janvier 2025   | Gory 8e 48e 78e Doucet 90+2e       | Badji 85e                                          | 17748       |

### Rivalité entre le Paris Saint-Germain et le Paris FC
C'est entre ces deux clubs que s'est jouée la place en Division 1[pas clair]. Cependant, les confrontations directes entre le Paris FC et le Paris SG ont été très peu nombreuses, dans la mesure où le PSG évolue en Division 1 / Ligue 1 sans interruption depuis 1974, et le PFC ayant connu cette division à trois reprises : les deux premières fois de 1972 à 1974, soit avant la montée du Paris Saint-Germain, et la troisième fois en 1978-1979, où ils finirent dix-neuvième et sont relégués à nouveau pour ne plus jamais monter. Chacune des deux rencontres de 1978-1979 se sont soldées par des matches nuls.
En 2011, les deux clubs se sont croisés en seizièmes de finale de la Coupe Gambardella, où le Paris FC a éliminé le Paris SG aux tirs au but. L'ambiance dans le stade Maryse-Hilsz, garni par plus de 400 supporters habitués au Parc des Princes, était électrique.
| Saison    | Championnat           | Rencontre         | Rés. | Date           | Buteur(s) pour le Paris FC | Buteur(s) pour le Paris SG | Spectateurs |
| --------- | --------------------- | ----------------- | ---- | -------------- | -------------------------- | -------------------------- | ----------- |
| 1978-1979 | Division 1            | Paris SG-Paris FC | 2-2  | nc             | nc                         | Bianchi, Renaut            | nc          |
| 1978-1979 | Division 1            | Paris FC-Paris SG | 1-1  | nc             | nc                         | Bianchi                    | nc          |
| 2025-2026 | Ligue 1 (17e journée) | Paris SG-Paris FC | -    | 4 janvier 2026 |                            |                            |             |
| 2025-2026 | Ligue 1 (34e journée) | Paris FC-Paris SG | -    | 16 mai 2026    |                            |                            |             |

### Rivalité entre le Red Star et le Paris Saint-Germain
C'est lors de la saison 1971-1972 qu'eut lieu le premier derby entre le tout jeune Paris Saint-Germain Football Club et son vieux voisin audonien du Red Star Football Club en Division 1. Le match se déroula au stade olympique Yves du Manoir de Colombes, (le Parc des Princes étant en reconstruction à cette époque), devant 10 000 spectateurs et se solda par une victoire du Paris SG, 4 buts à 1. Lors de cette saison, d'ailleurs, les deux clubs parisiens jouaient l'ensemble de leurs matchs à domicile au stade de Paris, plus connu sous le nom de stade Bauer à Saint-Ouen.
Le Paris SG et le Red Star se retrouvent en Division 2 lors de l'exercice 1973-1974. Ils réalisent une bonne saison puisque tous deux remontent en Division 1.
La saison 1974-1975 est marquée par les deux dernières confrontations entre un club résidant depuis un an dans un  Parc des Princes tout juste rénové et son doyen, le Red Star, club de la banlieue rouge basé à Saint-Ouen depuis de longues années et sur le déclin, puisque ce dernier descendra en seconde division à la fin de cette saison.
| Saison    | Championnat | Rencontre         | Rés. | Date             | Buteur(s) pour le Paris SG       | Buteur(s) pour le Red Star | Spectateurs |
| --------- | ----------- | ----------------- | ---- | ---------------- | -------------------------------- | -------------------------- | ----------- |
| 1971-1972 | Division 1  | Paris SG-Red Star | 4-1  | 11 octobre 1971  | Prost (6e, 78e), Bras (12e, 57e) | Gonzales (20e)             | 10 000      |
| 1971-1972 | Division 1  | Red Star-Paris SG | 0-0  | 26 mars 1972     | nc                               | nc                         | nc          |
| 1973-1974 | Division 2  | Paris SG-Red Star | 3-1  | 10 novembre 1973 | nc                               | nc                         | nc          |
| 1973-1974 | Division 2  | Red Star-Paris SG | 2-0  | 20 avril 1974    | nc                               | nc                         | nc          |
| 1974-1975 | Division 1  | Paris SG-Red Star | 2-0  | 24 novembre 1974 | nc                               | nc                         | nc          |
| 1974-1975 | Division 1  | Red Star-Paris SG | 1-1  | 3 mai 1975       | nc                               | nc                         | nc          |

### Rivalité entre le RC Paris et le Paris Saint-Germain
| Saison    | Championnat | Rencontre               | Rés. | Date              | Buteur(s) pour le RC Paris   | Buteur(s) pour le Paris SG     | Spectateurs |
| --------- | ----------- | ----------------------- | ---- | ----------------- | ---------------------------- | ------------------------------ | ----------- |
| 1984-1985 | Division 1  | RC Paris-Paris SG       | 0-1  | 2 novembre 1984   | -                            | Sušić 74e                      | 35 000      |
| 1984-1985 | Division 1  | Paris SG-RC Paris       | 2-2  | 19 avril 1985     | Renaut 28e (csc), Ekéké 75e  | Renaut 29e, Sušić 77e          | 20 000      |
| 1986-1987 | Division 1  | Paris SG-RC Paris       | 1-2  | 13 septembre 1986 | Francescoli 41e 86e          | Rocheteau 50e                  | 32 254      |
| 1986-1987 | Division 1  | RC Paris-Paris SG       | 0-1  | 14 mars 1987      | -                            | Fernandez 59e (csc)            | 29 096      |
| 1987-1988 | Division 1  | Matra Racing-Parsi SG   | 2-1  | 2 octobre 1987    | Buscher 23e, Francescoli 69e | Jeannol 84e                    | 23 514      |
| 1987-1988 | Division 1  | Paris SG-Matra Racing   | 1-1  | 8 avril 1988      | Krimau 60e                   | Sandjak 87e                    | 13 486      |
| 1988-1989 | Division 1  | Matra Racing-Paris SG   | 0-2  | 14 octobre 1988   | -                            | Xuereb 7e, Perez 81e           | 24 208      |
| 1988-1989 | Division 1  | Paris SG-Matra Racing   | 2-1  | 22 avril 1989     | Lima 89e                     | Xuereb 22e, Bossis 46e (csc)   | 17 883      |
| 1989-1990 | Division 1  | Racing Paris 1-Paris SG | 2-2  | 6 septembre 1989  | Lima 7e, Fernier 15e         | Calderón 25e (pen.) 87e (pen.) | 25 000      |
| 1989-1990 | Division 1  | Paris SG-Racing Paris 1 | 1-2  | 25 février 1990   | Bouderbala 58e (83)          | Calderón 90e (pen.)            | 17 847      |

## Rivalités en région parisienne

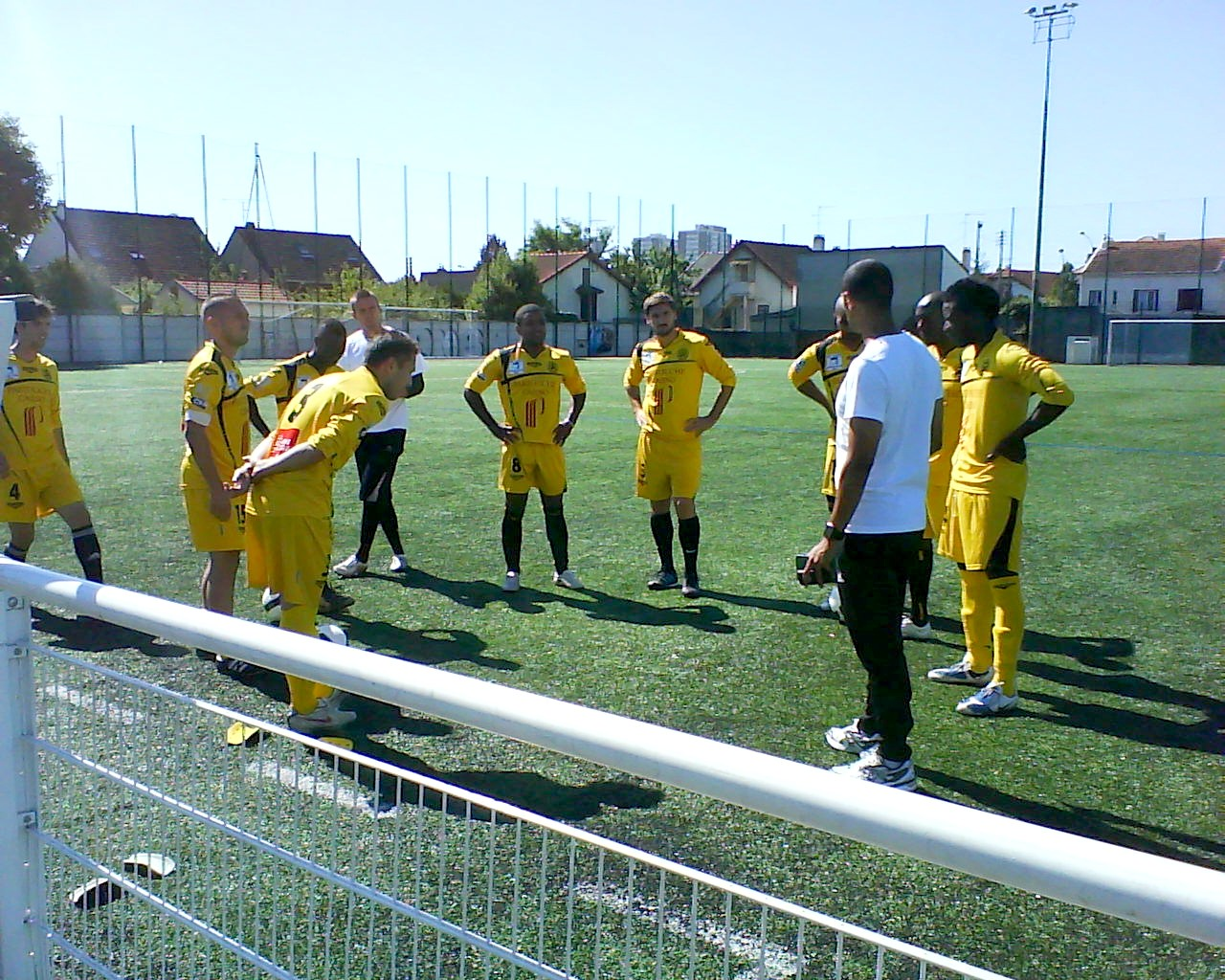
Équipe de l'UJA Alfortville avant un match contre la JA Drancy

De nos jours, la plupart des clubs parisiens cités plus haut ont déménagé en banlieue, à l'image du RC Paris à Colombes et du Red Star à Saint-Ouen. Cependant, d'autres clubs de la région parisienne ont réussi à percer, notamment le club de l'US Créteil-Lusitanos, Football Club 93 Bobigny-Bagnolet-Gagny ou encore le Football Club de Versailles 78.
Les confrontations directes entre clubs franciliens ont notamment eu lieu en National ou en National 2.

### Rivalité entre l'US Créteil-Lusitanos et le Paris FC

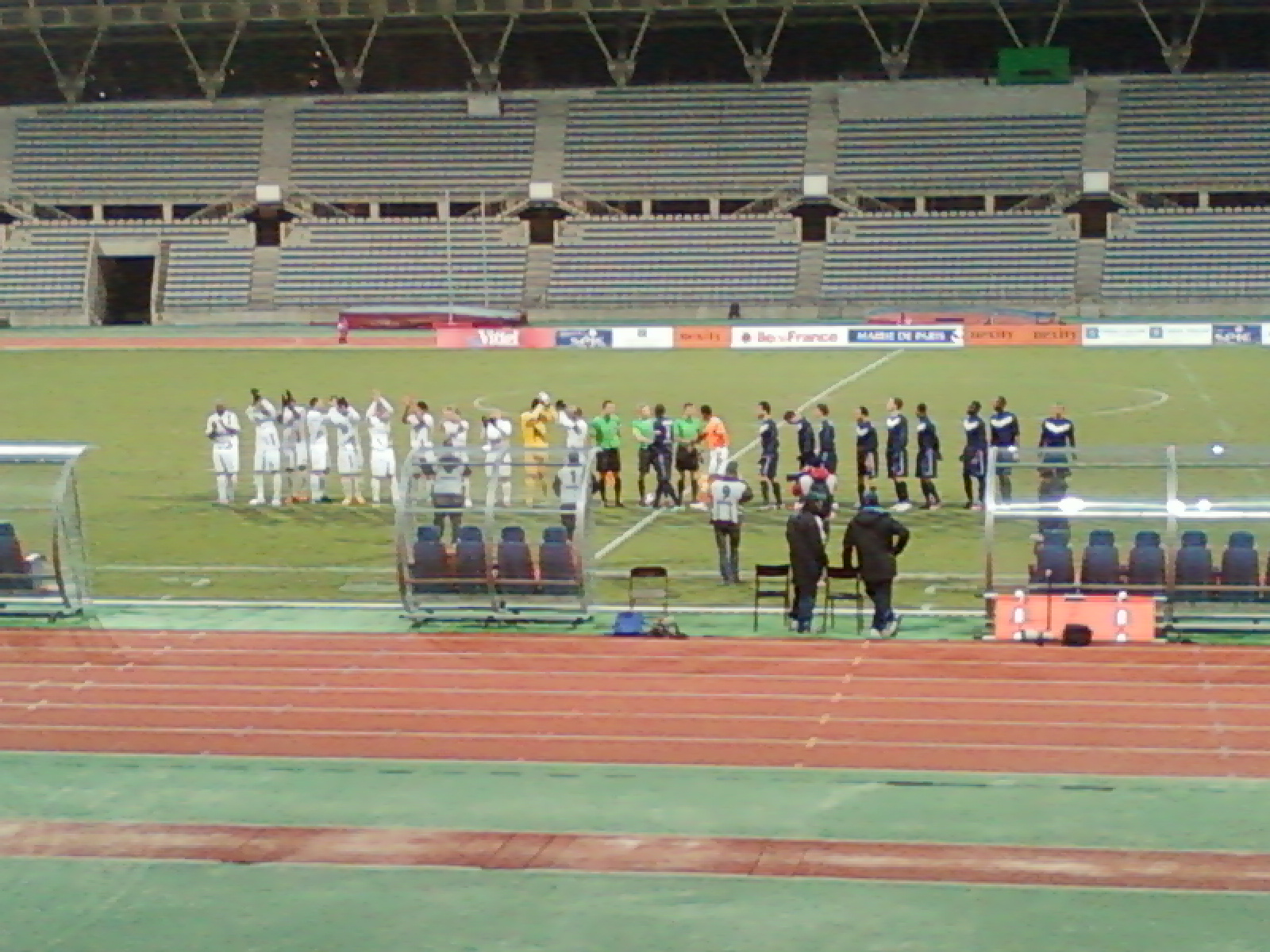
Rencontre entre l'US Créteil-Lusitanos et le Paris FC en National au Stade Charléty.

La rivalité entre Paris FC et US Créteil-Lusitanos, club de banlieue, n'est pas véritablement une réelle rivalité historique. Elle est née en raison de la relégation du club cristolien en National en 2007, qui rejoint le Paris FC, qui venait de réaliser une saison satisfaisante, finissant à une solide sixième place. De plus, depuis le début des confrontations en championnat, les clubs réalisent souvent des parcours proches, l'exemple le plus frappant étant celui de la saison 2010-2011 où  les deux clubs ont fini avec deux points d'écart seulement. La rivalité a pris un tournant en avril 2008 où les Béliers se sont imposés à la surprise générale sur le terrain du PFC sur le score de 4 buts à 2, mettant fin à tout espoir de remontée en Ligue 2 cette saison-là pour les parisiens.
En 2009-2010, alors que l'US Créteil réalise une bonne saison et se rapproche de son objectif de retour en Ligue 2, c'est lors du derby que les espoirs de remontée s'envolent pour Créteil, et que le PFC est contraint d'oublier ses envies de dépasser son rival cristolien.
Des incidents entre Ultras ont été à déplorer et les ultras des deux clubs entonnent régulièrement des chants hostiles au club adverse, même lors des matches ne concernant qu'un seul des deux clubs. Des affrontements physiques sont d’ailleurs souvent à déplorer lors de ce derby. En revanche, les relations entre les directions des deux clubs sont cordiales, comme l'atteste le fait qu'un match amical est organisé quasiment chaque année depuis plusieurs années lors de la préparation d'avant-championnat au mois de juillet.
Depuis 2016, l'US Créteil se morfond en National alors que le Paris FC évolue en Ligue 2 depuis 2017.
| Saison    | Championnat | Rencontre        | Rés. | Date             | Buteur(s) pour Créteil                                    | Buteur(s) pour le Paris FC          | Spectateurs |
| --------- | ----------- | ---------------- | ---- | ---------------- | --------------------------------------------------------- | ----------------------------------- | ----------- |
| 2007-2008 | National    | Créteil-Paris FC | 1-2  | 17 novembre 2007 | Vareilles (68e)                                           | Kinkela (21e), Raddas (55e)         | 500         |
| 2007-2008 | National    | Paris FC-Créteil | 2-4  | 19 avril 2008    | Guedioura (24e), Abwo (45e), Khenniche (64e), Maïga (82e) | J.-M. David (7e), Sarr (67e)        | 1 117       |
| 2008-2009 | National    | Paris FC-Créteil | 1-1  | 15 octobre 2008  | Mokdad (19e)                                              | Yenga (86e)                         | 300         |
| 2008-2009 | National    | Créteil-Paris FC | 0-1  | 3 avril 2009     | -                                                         | Kébé (59e)                          | 700         |
| 2009-2010 | National    | Paris FC-Créteil | 2-1  | 9 janvier 2010   | Boulebda (90 + 3e)                                        | Rodriguez (CSC) (11e), Pollet (51e) | 168         |
| 2009-2010 | National    | Créteil-Paris FC | 1-0  | 14 mai 2010      | Duhamel (55e)                                             | -                                   | 750         |
| 2010-2011 | National    | Créteil-Paris FC | 0-0  | 26 janvier 2011  | -                                                         | -                                   | 400         |
| 2010-2011 | National    | Paris FC-Créteil | 2-2  | 20 mai 2011      | Laïfa (SP) (55e), Marques (64e)                           | S. Vincent (38e), El-Hajaoui (78e)  | 394         |
| 2011-2012 | National    | Créteil-Paris FC | 1-1  | 12 août 2011     | Bahin (78e)                                               | Ayivi (23e)                         | 800         |
| 2011-2012 | National    | Paris FC-Créteil | 1-0  | 13 janvier 2012  | -                                                         | Scotté (68e)                        | 408         |

## Rivalités dans le football féminin
Le football féminin est également implanté en région parisienne et des confrontations parfois tendues peuvent avoir lieu.

### Rivalité entre la VGA Saint-Maur et le Juvisy FCF (appelé Paris FC Féminines depuis 2017)
L'une des premières rivalités notables en région parisienne est celle entre la VGA Saint-Maur et le FCF Juvisy. Si la rivalité se joue en termes de prestige et de palmarès, elle n'a jamais été vraiment effective sur le terrain, la VGA étant le grand club français des années 1980 et le FCFJ celui des années 1990. Durant les années 2000, la VGA a été reléguée. La remontée du club en Division 1 pour la saison 2015-2016 ouvre la voie au retour de la rivalité. Les deux clubs restent malgré tout, derrière l'Olympique lyonnais (anciennement FC Lyon) (9 titres), les équipes qui ont été sacrées championnes le plus grand nombre de fois (6 titres chacune).

### Rivalité entre Juvisy FCF (Paris FC Féminines depuis 2017) et Paris Saint-Germain Féminines
Avec la remontée en D1 du PSG en 2001, c'est le club phare du football francilien masculin qui voit sa section féminine revenir au premier plan.
Les premières saisons sont décevantes et la meilleure (2007-2008) est synonyme de 5e place et de finale de Challenge de France (équivalent féminin de la Coupe de France). L'été 2009 marque un tournant dans la rivalité : le PSG recrute notamment quatre internationales françaises : Élise Bussaglia, Julie Soyer, Sonia Bompastor et Jessica Houara et obtient le prêt de  Camille Abily en provenance du Los Angeles Sol, celle-ci finissant meilleure buteuse du club. Le PSG et Juvisy se disputent alors la deuxième place (qualificative pour la Ligue des Champions), derrière l'OL, et Juvisy remporte le duel à distance avec son rival parisien celui-ci se consolant avec une victoire en Challenge de France. Le 18 octobre 2009, à l'occasion de PSG-Juvisy, disputé au Parc des Princes, le record de spectateurs pour un match de D1 est battu avec 5 892 personnes présentes en tribune. À cette occasion, le PSG s'impose 1-0 grâce à un but d'Abily. Lors de la saison 2010-2011, c'est le PSG qui décroche la 2e place, toujours derrière l'OL, et se qualifie pour la Ligue des Champions, Juvisy ne terminant qu'à la 4e place.

## Stades et installations sportives

Photo satellite du Parc des Princes et du stade Jean-Bouin à situé à l'ouest de Paris, dans le quartier d'Auteuil.

| \| Stade olympique Yves-du-Manoir (Colombes) Stade de France (Saint-Denis) Stade Dominique-Duvauchelle (Créteil) \| Localisation des principaux stades de la petite couronne de Paris. |
| Stade olympique Yves-du-Manoir (Colombes) Stade de France (Saint-Denis) Stade Dominique-Duvauchelle (Créteil)                                                                          |

| \| Parc des Princes Stade de la Porte-Dorée Stade Pelé Stade Charléty Stade de la Porte de Montreuil Stade Élisabeth Stade Jean-Bouin Stade Bergeyre Stade Pershing Stade de la Légion Saint-Michel Stade Bauer Stade de Charentonneau Stade Buffalo \| Localisation des principaux stades actuels et ceux anciens et aujourd'hui détruits (italique) à Paris et dans sa proche banlieue. |
| Parc des Princes Stade de la Porte-Dorée Stade Pelé Stade Charléty Stade de la Porte de Montreuil Stade Élisabeth Stade Jean-Bouin Stade Bergeyre Stade Pershing Stade de la Légion Saint-Michel Stade Bauer Stade de Charentonneau Stade Buffalo |